# Paccius
Paccius es un género de arañas araneomorfas de la familia Corinnidae. Se encuentra en Madagascar y Seychelles.

## Lista de especies
Según The World Spider Catalog 12.0:
- Paccius angulatus Platnick, 2000
- Paccius elevatus Platnick, 2000
- Paccius griswoldi Platnick, 2000
- Paccius madagascariensis (Simon, 1889)
- Paccius mucronatus Simon, 1898
- Paccius quadridentatus Simon, 1898
- Paccius quinteri Platnick, 2000
- Paccius scharffi Platnick, 2000